# کوه شیرویاما (کاگوشیما)

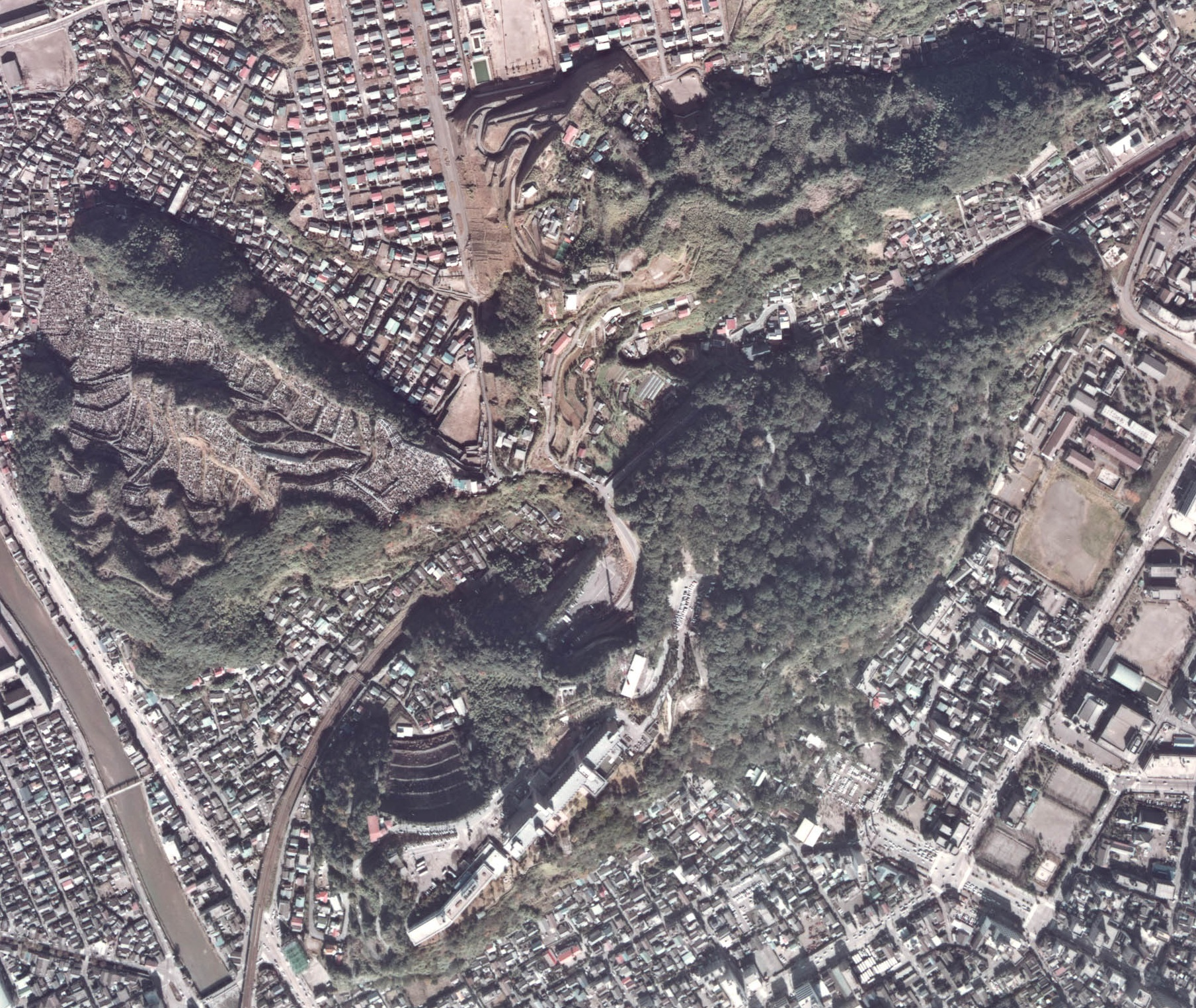
نمایی هوایی از اطراف شیرویاما در ژاپن - ۲۰۱۲

کوه شیرویاما انگلیسی: 城山 Shiroyama یک کوه است که در استان کاگوشیما در ژاپن واقع شده‌است. ارتفاع آن ۱۰۷ متر است. نام اصلی آن تسورو گا مینه است. این کوه به علت اینکه محل وقوع نبرد شیرویاما در سال ۱۸۷۷ در پایان جنگ سینان بوده‌است شهرت دارد.